# Anaxyrus fowleri
Anaxyrus fowleri is een kikker uit de familie padden of Bufonidae.
De soort werd voor het eerst wetenschappelijk beschreven door Mary H. Hinckley in 1882. Oorspronkelijk werd de wetenschappelijke naam Bufo lentiginosus var. fowlerii gebruikt. De soort behoorde lange tijd tot het geslacht Bufo. De soortaanduiding fowleri is een eerbetoon aan Samuel Page Fowler (1799 - 1844).

## Uiterlijke kenmerken
5,1 tot 7,5 centimeter, de mannetjes blijven kleiner dan de vrouwtjes. Het grootst aangetroffen exemplaar had een lengte van 9,5 cm.
Deze soort en is moeilijk van andere soorten zoals de Amerikaanse pad (Anaxyrus americanus) te onderscheiden. Het verschil zit hem met name in de meer wrattige huid en soms een donkere borstvlek op een verder witte buik. Verder is de kleur bruin tot grijs met een duidelijke lichte groef op de rug en duidelijk zichtbare spade-achtige uitsteeksels aan de achterpoten van de mannetjes waarmee ze de vrouwtjes beter kunnen vastpakken tijdens de paring. De kikker kan zich kruisen met andere soorten, waarbij de nakomelingen lijken op beide oudersoorten wat de determinatie bemoeilijkt.

## Verspreiding en habitat
Anaxyrus fowleri leeft in het zuiden van de Verenigde Staten rond de Kankakee-rivier. De kikker is waarschijnlijk uitgestorven in delen van Illinois, waar deze soort vroeger wel voorkwam. De habitat bestaat uit begroeide en open zanderige streken zoals prairies maar de pad wordt ook wel in bossen gevonden. Deze soort is niet erg aan water gebonden behalve voor de voortplanting en kan kilometers ver van een waterbron worden aangetroffen.

## Voortplanting en voedsel
De voortplanting vindt vrij laat in het jaar plaats, ongeveer in juni, en de kikkervisjes ontwikkelen zich relatief snel in tijdelijke poeltjes en komen in juli al op het land als kleine padjes. Deze verspreiden zich over een groot gebied en zitten meestal overdag ingegraven in het zand om tijdens de schemering te gaan jagen op insecten, wormen en andere kleine ongewervelden.